# 井手友氏
井手 友氏（いで ともうじ）は、戦国時代の武将。勘七、勘右衛門。

## 生涯
天文7年（1538年）、小寺氏の家臣・黒田重隆の子として誕生。兄に黒田職隆、小寺休夢、弟に松井重孝がいる。
高倉城主・井手左近将監光昌の養子となる。長兄・職隆や甥・孝高に仕えた。
永禄12年（1569年）の土器山の戦いにて戦死した。その後、井手家の子孫は代々福岡藩士となった。

## 関連作品
- 『軍師官兵衛』（2014年、演：飯田基祐）